# ペンタメチルベンゼン
ペンタメチルベンゼン（英: Pentamethylbenzene）は芳香族炭化水素の一種で、ベンゼン環の水素原子6つ中5つがメチル基に置き換わった構造を持つ。常温では芳香のある固体である。キシレンのメチル化により得られる。デュレン同様に電子が豊富で、芳香族求電子置換反応が容易に起きる。主に研究用に用いられ、産業用途ではあまり使われない。

## その他のメチルベンゼン
1. トルエン（メチルベンゼン）
2. キシレン（ジメチルベンゼン）
3. トリメチルベンゼン
4. テトラメチルベンゼン
5. ペンタメチルベンゼン
6. ヘキサメチルベンゼン